# Saxe - Gambetta
Saxe - Gambetta è una stazione della metropolitana di Lione, interscambio tra le linee B e D.
È situata al confine tra il III ed il VII arrondissement di Lione, sotto l'incrocio tra avenue de Saxe, avenue Jean-Jaurès e cours Gambetta, nel quartiere di La Guillotière.

## Storia
La stazione fu attivata il 14 settembre 1981, quando fu ufficialmente inaugurato il prolungamento della linea B della metropolitana di Lione da Gare Part-Dieu - Vivier Merle a Jean Macé.
La stazione della linea D è stata inaugurata il 9 settembre 1991, in concomitanza con la prima tratta aperta della linea D, tra Gorge de Loup e Grange Blanche.